# ダブリン県
ダブリン県（愛: Contae Bhaile Átha Cliath、英: County Dublin）は、アイルランドのレンスター地方に位置する伝統的な32の県のひとつ。最大の都市はアイルランドの首都でもあるダブリン市。

## 概要
ダブリン県の面積は921km2であり、2016年の人口は134万5402人だった。
1994年以前は、ダブリン市議会の外の県全体をカバーする行政県でもあった。1994年には、ダブリン市の境界線が再編成された。これに伴い、ダブリン県議会は廃止され、ダン・レアリー＝ラスダウン市、フィンガル市、南ダブリン市の3つの行政県議会が新設された。
地方自治体の行政区分としては使用されなくなったが、ダブリン県は伝統的な県として県民は名前を保持しており、住所でも「ダブリン県」という名称も引き続き使用されている。レンスター地方にあり、アイルランドの首都ダブリンにちなんで名付けられた。ダブリン県は、ノルマン人のアイルランド侵攻に続いて、イングランド王のジョンによって、シャイアとしてアイルランドの最初の地域の1つだった。
2016年の国勢調査によると、ダブリン県の総人口は1,345,402人であり、アイルランドの人口の約27％である。

## 地方政府と政治

### 地方自治体
ダブリン市議会、南ダブリン市議会、ダン・レアリー＝ラスダウン市議会、フィンガル市議会の4つの地方自治体がある。
| 市名 | 市名                       | 面積      | 人口       |
| ---- | -------------------------- | --------- | ---------- |
| 1    | ダブリン                   | 114.99km2 | 55万3165人 |
| 2    | ダン・レアリー＝ラスダウン | 127.31km2 | 21万7274人 |
| 3    | フィンガル                 | 454.60km2 | 29万6214人 |
| 4    | 南ダブリン                 | 222.74km2 | 27万8749人 |

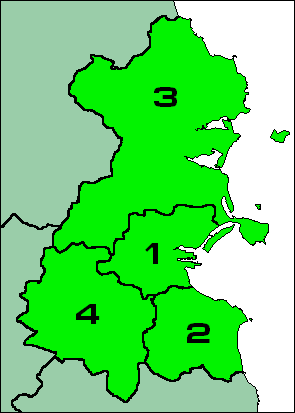
ダブリン県の行政区画

1993年の地方政府（ダブリン）法の制定前は、県は2つの地方自治体（ダブリン県議会とダブリン・コーポレーション）によって管理されていたにもかかわらず、統一されていた。特に2001年の地方自治法の制定以来、県の地理的領域は「県」レベルの3つと「市」レベルに分割されている。これらは、ユーロスタットの目的で、NUTSⅢ（地域統計分類単位）ダブリン地域の第1レベルの地方行政単位と同等にランク付けされる。アイルランドには34のLAU 1（選挙区）がある。各地方自治体は、公衆衛生、計画と開発、図書館、自動車税の徴収、地方道路、公営住宅など、特定の地方公共サービスの責任を負う。
ダブリン県議会は1994年に廃止され、それぞれ議席を持つ南ダブリン市、ダン・レアリー＝ラスダウン市、フィンガル市の行政区に分割された。これらの地域に、ダブリン地域（愛: Réigiúin Átha Cliath、英: Dublin Region）を集合的に構成し、ダブリン地域当局の管轄下にあるダブリン市を追加することができる。
この地域は1994年に県の行政上の地位を失い、1993年の地方自治体（ダブリン）法の第9部第1条（a）で、「県は存在しなくなる」と述べられている。
欧州議会議員選挙の目的のために、県は欧州議会選挙区の一部である。国民議会（ドイル・エアラン）への選挙では、ダブリン湾北部、ダブリン湾南部、ダブリン中央、ダブリン・フィンガル、ダブリン中西部、ダブリン西部、ダブリン北西部、ダブリン・ラスダウン、ダブリン南中部、ダブリン南西部、ダン・レアリーの11の選挙区に分けられている。これにより、44名の国会議員を生み出す。
ダブリン地域の法的地位にもかかわらず、「ダブリン県」という用語はまだ一般的に使用されており、多くの組織やスポーツチームが「ダブリン県」または「ダブリン地域」の名を使用している。以前、「ダブリン県」としていた地域は、1991年の地方自治法（地方自治体）（設立）命令により、「ダブリン地域」として法律で定義されている。ダブリン地域の一部またはすべてとキルデア県、ミーズ県、ウィックロー県で構成されるダブリン都市圏という用語には、法的な立場はない。

### ダブリン地域
ダブリン地域は、アイルランドのNUTSⅢ地域（地域統計分類単位）である。この地域は、ユーロスタット統計の目的で、アイルランドの8つの地域の1つである。NUTSコードはIE061であり、旧県と同じ広さである。ダブリン地域の首都は、国の首都でもあるダブリン市と定められている。
最新の全国地図作成機関の「Discovery Series」（2005年第3版）ダブリン地域の1：50,000地図、シート50は、都市の境界と地域の周辺の3つの市を示している。ダブリン地域の北と南にある端は、シート43と56にそれぞれ示されている。

## メディア
地元のラジオ局には、98FM、FM104、103.2ダブリンシティFM、Q102、SPIN 1038、サンシャイン106.8、TXFM、ライフラジオ（アイルランド語）、ラジオ・ノヴァがある。
地元の新聞には、エコー、ノースサイド・ピープル、サウスサイド・ピープル、リフィーチャンピオンなどがある。
ほとんどの地域は、5つのイギリスの主要テレビ放送と主要なアイルランドテレビ放送に加え、スカイテレビとヴァージンメディア・アイルランドのケーブルテレビを受信できる。

## 交通

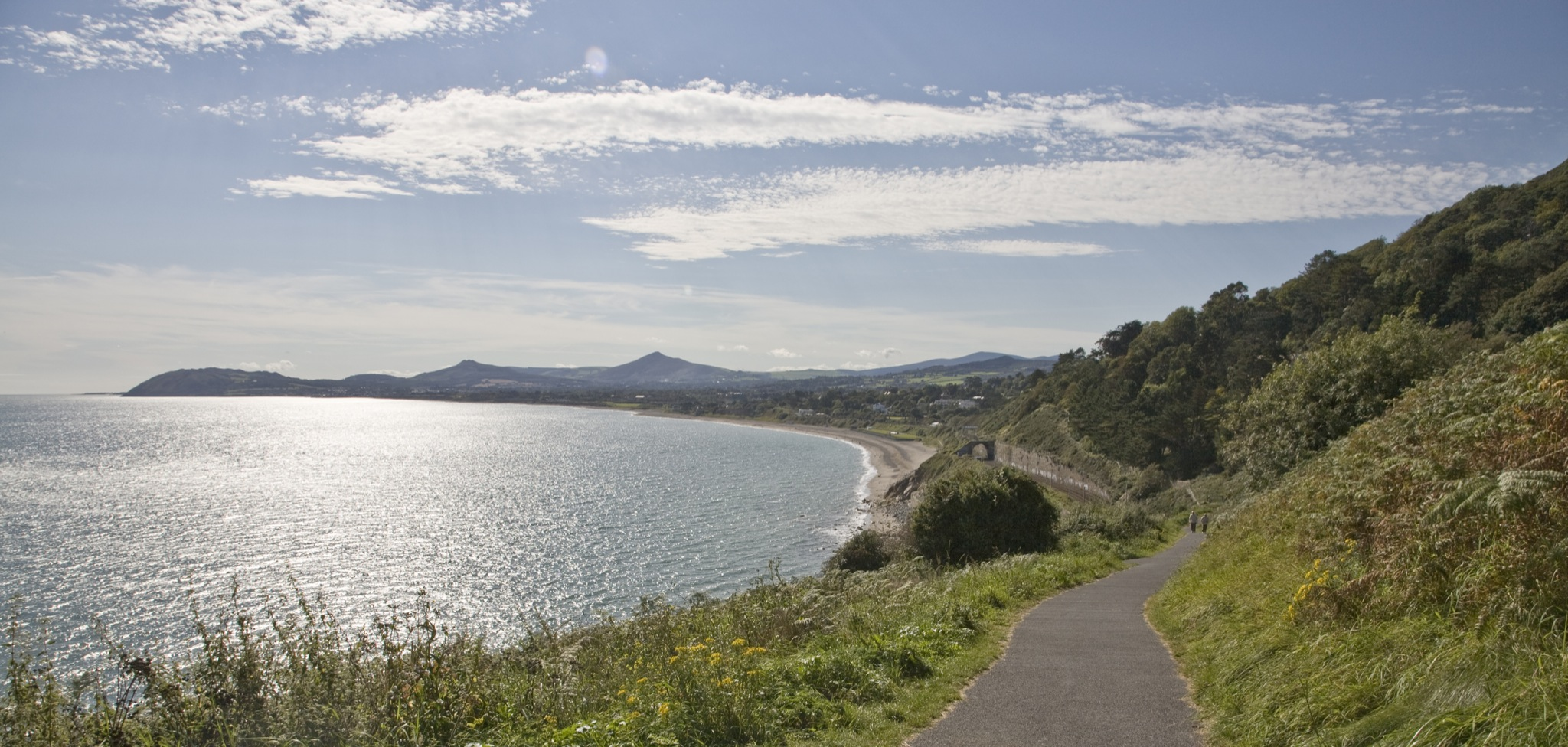
キライニー・ヒルからのキライニー・ベイの眺め

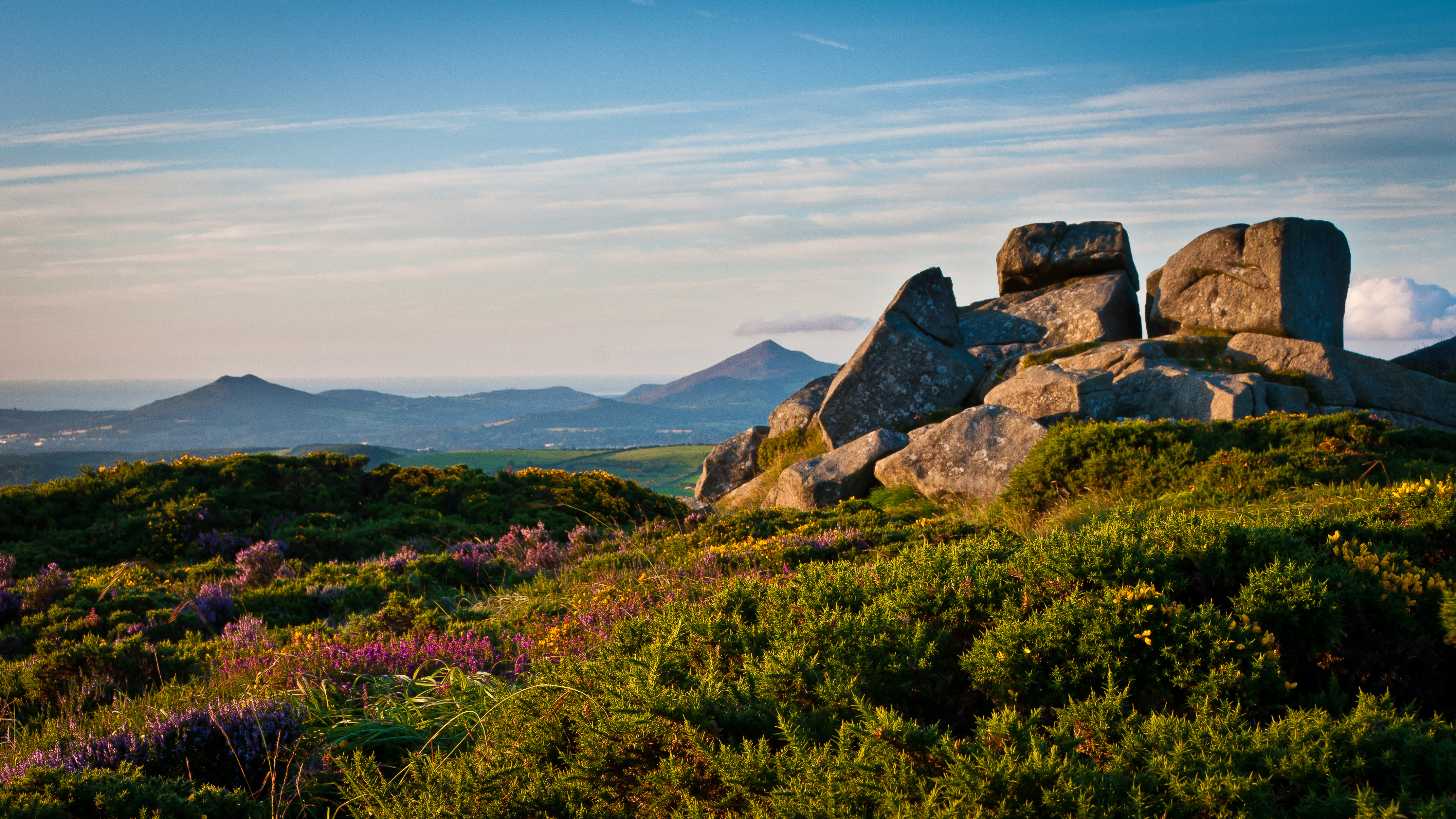
スリー・ロック・マウンテン（ブレイ・ヘッド方面）

- 道路：主要道路は、国道N2号、N3号、N4号、N7号と高速道M1号、M11号、M50号がある。

- 鉄道：ダブリン・コノリー駅やダブリン・ヒューストン駅などの主要駅があり、インターシティ、コミューター、ダブリン高速輸送（DART）がアイルランド国鉄によって運営されている。また、2027年に地下鉄の運行が予定されている。
- ライトレール：ルアスがダブリン市とダブリン南部と西部を結んでいる。
- 港：ダブリン港とダン・レアリー港湾がある。
- 空港：ダブリン空港がダブリン県北部のフィンガル市にある。

## 経済
ダブリン県は、強力な経済成長の時代であるケルトの虎により、1990年代初頭から2007年の間に経済をほぼ2倍拡大した。この成長は、金融サービスやソフトウェア製造などの高付加価値産業と小売によるものであり、古い製造業からの転換を引き起こした。この変化により、1980年代から1990年代初頭にかけて失業率が高くなり、その結果、首都の社会構造が損なわれた。
中央統計局によるとダブリン県の国内総生産（GDP）は87.238億ユーロ、2014年の1人あたりのGDPは68,208ユーロだった。
2017年初頭現在、ダブリン地域の失業率は6％と推定されている。

## 人口統計
2006年の国勢調査によると、ダブリン県の人口は1,187,176人であり、国の人口の30％を占めていた。これは2002年の数値から9.5％の増加である。また、人口密度は1,218人/km²であり、ダブリン市の人口は、506,211人だった。
2006年の国勢調査におけるダブリン県の人口の年齢の中央値は35.6歳であり、20〜64歳の62％が高齢者だった。2002年から2006年の同県への純移動は48,000人で、自然に33,000人が増加した。
ダブリン県には、31の Gaelscoileanna（アイルランド語の小学校）と8つの Gaelcholáistí（アイルランド語の中学校/高等学校）に通う10,469人のアイルランド語話者が在住している。

### 都市部
ダブリン県で人口が1,000人以上の都市は以下の通り。
| 順位 | 市街地               | 市                                                        | 人口 (2011年国勢調査) |
| ---- | -------------------- | --------------------------------------------------------- | --------------------- |
| 1    | ダブリン             | ダブリン ダン・レアリー＝ラスダウン フィンガル 南ダブリン | 1,270,603             |
| 2    | タラ                 | 南ダブリン                                                | 71,504                |
| 3    | ブランチャーズタウン | フィンガル                                                | 68,156                |
| 4    | ソーズ               | フィンガル                                                | 42,738                |
| 5    | ダン・レアリー       | ダン・レアリー＝ラスダウン                                | 38,761                |
| 6    | バルブリガン         | フィンガル                                                | 19,960                |
| 7    | マラハイド           | フィンガル                                                | 15,846                |
| 8    | スケリー             | フィンガル                                                | 9,671                 |
| 9    | ポートマーノック     | フィンガル                                                | 9,285                 |
| 10   | ラッシュ             | フィンガル                                                | 9,231                 |
| 11   | ドナベート           | フィンガル                                                | 8,730                 |
| 12   | ラスク               | フィンガル                                                | 7,022                 |

### 町と郊外
- アダムスタウン
- アルタン
- アッシュタウン
- バルブリガン
- バルドイル
- バルグリフィン
- バリンティア
- ボールズブリッジ
- バリーボーデン
- バリーブラック
- バリーボウ
- バリーファーモット
- バリーガル
- バリマウント
- バリームン
- バリロアン
- バロザリー
- ベイサイド
- ボーモント
- ベルフィールド
- ブラックロック
- ブランチャーズタウン
- ブルーベル
- ブーターズタウン
- ブリタス
- ブロードストーン
- バリーボワール
- キャビンティーリー
- カブラ
- キャリックマインズ
- キャッスルノック
- チャペリゾド
- チェリーウッド
- チャーチタウン
- シティウェスト
- クロンダルキン
- クロングリフィン
- クロンシラ
- クロンスキー
- クロンターフ
- クールマイン
- クーロック
- コーデュフ
- コーネルスコート
- クラムリン
- ドーキー
- ダマスタウン
- ダーンデール
- ダートリー
- ディーンズグレンジ
- ドーリーマウント
- ドルフィンズ・バーン
- ドナベート
- ドナミード
- ドニーブルック
- ドニーカーニー
- ドリムナ
- ドラムコンドラ
- ダン・レアリー
- ダンドラム
- イースト・ウォール
- エドモンズタウン
- フェアビュー
- フィングラス
- ファーハウス
- フォックスロック
- ガリスタウン
- グラスネビン
- グラスツール
- グレンカレン
- グレナギャリー
- ゴーツタウン
- グランジゴーマン
- ハロルズクロス
- ホウス
- インチコア
- アイリッシュタウン
- アイランドブリッジ
- ジョブズタウン
- ディーンズグレンジ
- キルバラック
- キレスター
- キライニー
- キルマクッド
- キルメイナム
- キルナマナ
- キルターナン
- キマージュ
- キンシーリー
- ノックリオン
- レオパーズタウン
- ラフリンズタウン
- ルーカン
- ラスク
- マラハイド
- マリノ
- ミルタウン
- モンクスタウン
- マウント・メリオン
- マルハッダート
- ニューカッスル
- ナウル
- オールドボーン
- オンガー
- パーマーズタウン
- フィブスバラ
- ポートマーノック
- ポートベロー
- ラヒーニー
- ラネラ
- ラスクール
- ラスファーナム
- ラスガー
- ラスマイケル
- ラスマインズ
- リアルト
- リングセンド
- ラッシュ
- サガート
- サリーノギン
- サンディコーヴ
- サンディフォード
- サンディマウント
- サントリー
- シャンキル
- スケリーズ
- スミスフィールド
- ステップアサイド
- スティローガン
- ストーニーバッター
- サットン
- ソーズ
- タラ
- テンプルローグ
- テレヌーレ
- ザ・クーム
- ティレルズタウン
- ウォーキンズタウン
- ホワイトチャーチ
- ホワイトホール
- ウィンディ・アーバー